# ももち浜S特報ライブ
『ももち浜S特報ライブ』（ももちはまストア とくほうライブ）は、テレビ西日本（TNC）で2018年4月2日から2022年4月1日まで生放送されていた福岡県向けのニュース・情報番組。

## 概要
フジテレビのニュース番組が『プライムニュース イブニング』となるのにあわせて、2018年3月30日まで放送されていた『ももち浜ストア 夕方版』を大幅リニューアルさせた番組である。 番組名の「S」は「ストア」を意味しており、番組名のロゴで表記される英字表記はMOMOCHIHAMA STORE TOKUHO LIVE!!となっている。
なお、有事の際の特別編成で東京からの報道特別番組や全国ニュースの特報版を内包する場合は『FNNももち浜ストア 特報ライブ』として放送する場合がある。
2022年4月1日をもって終了することになり、同年4月4日からの後継番組は『報道ワイド 記者のチカラ』が開始される。

## タイムテーブル
| 第0部（15:42 - 15:45） | 第0部（15:42 - 15:45）                                                                       | 第0部（15:42 - 15:45）                                                |
| 時刻                   | 放送内容                                                                                     | 備考                                                                  |
| ---------------------- | -------------------------------------------------------------------------------------------- | --------------------------------------------------------------------- |
| 15:42                  | ももち浜S特報ライブ・オープニング                                                            | ニュースを2項目伝え、ラインナップを紹介。                             |
| 第1部（15:45 - 17:48） |                                                                                              |                                                                       |
| 15:45                  | Live News イット!・第1部                                                                     | フジテレビからの任意ネット。                                          |
| 16:49.15               | ももち浜S特報ライブ・第1部オープニング TOPニュース キクペディア ニュース                     | Live News イット!・第1部 飛び降り後、ステブレレスでローカルパートへ。 |
| 17:20頃                | クレヨン天気                                                                                 |                                                                       |
| 17:25頃                | 夕刊 おの調べ                                                                                |                                                                       |
| 17:40頃                | ニュースチャージ                                                                             | エンタメ情報も伝える。                                                |
| 第2部（17:48 - 19:00） |                                                                                              |                                                                       |
| 時刻                   | 放送内容                                                                                     | 備考                                                                  |
| 17:48                  | FNN Live News イット!・第3部                                                                 | フジテレビ発の全国ネット枠                                            |
| 18:09                  | ももち浜S特報ライブ・第2部                                                                   | Live News イット!・第3部 飛び降り後、2分間のCMを挟んで開始へ。        |
| 18:11                  | 第2部オープニング 福岡の最新ニュース ニュースインサイト（月曜日） 永田町の舞台ウラ（木曜日） |                                                                       |
| 18:30頃                | いってらっしゃい天気                                                                         |                                                                       |
| 18:37頃                | ももスポ                                                                                     |                                                                       |
| 18:45                  | まるっと!                                                                                    | Live News イット!・第3部一部コーナー。 フジテレビからの任意ネット。   |
| 18:57                  | ニュースもう1本                                                                              | まるっと! 飛び降り後、2分間のCMを挟んで開始へ。                       |
| 18:59                  | エンディング                                                                                 |                                                                       |
| 19:00                  | 番組終了                                                                                     | 番組終了後、ステブレレスで次の番組に移る                              |

## 出演者

### 番組終了時点
- 山口喜久一郎（TNCアナウンサー、2015年3月30日 - 2022年4月1日） - 2016年9月までは朝・夕方の両MC。2016年10月からは夕方版のみの担当になる。2017年10月からは夕方版終了までは『みんなのニュース 福岡』の、4月からは『614ニュース→609ニュース』キャスター兼任。終了後はスポーツ中継やスポットニュースをメインに担当。
- 小野彩香（フリーアナウンサー、セント・フォース所属） - 『めざましテレビ』の元6代目お天気キャスター。2018年4月からMCに抜擢。山口同様『614ニュース→609ニュース』キャスター兼任。終了後は『ももち浜ストア』へ異動。

#### コメンテーター
2019年度より金曜日を除き1名体制となった。夕方版からの続投者は名前の横に○で表記。かつては夕方版同様2人体制だった。
月曜日
- 相本康一（西日本新聞 新ニュースサイトme編集長）- 「ニュースインサイト(コーナー解説)」

火曜日
- 甲木正子（西日本新聞北九州本社代表）※隔週[注釈 1]
- 坂井政美（西日本新聞特別論説委員）※隔週[注釈 2]

水曜日
- 樋渡啓祐（元佐賀県武雄市長）

木曜日
- 鈴木哲夫（ジャーナリスト、元TNC・フジテレビ政治部記者）- 「永田町の舞台ウラ（コーナー解説）」[注釈 3]

金曜日
- 武田鉄矢○（歌手・俳優）※隔週[注釈 4]
- 木下敏之（元佐賀県佐賀市長、福岡大学経済学部教授）※隔週[注釈 5]
- 上谷さくら（弁護士、元毎日新聞社記者）※隔週[注釈 6]
- 岩本初恵○（愛しとーと代表取締役社長・ラジオパーソナリティ）[注釈 7]

不定期
- 新居大介（元JETRO北九州所長）[注釈 8]

#### ももスポ担当
- 吉川貴司 - 夕方版から引き続き担当。

#### 気象情報
- 澤麻美（気象予報士・防災士（ウェザーニューズ所属））

### 過去の出演者

#### コメンテーター
- 佐藤剛史（農業経済学者・九州大学助教授）
- 家永由佳里（弁護士）
- 本村健太郎（弁護士・タレント）
- 青池良輔（クリエイティブディレクター）
- 中田宏（「日本の構造研究所」代表）
- 川上政行（フリーアナウンサー、福岡アナウンススクール代表）[注釈 9]
- 帆足千恵（インアウト代表取締役副社長）
- 武田りわ（タケダスポーツ・ビューティークリニック皮膚科・美容皮膚科院長、「スポルトキッズ」代表）
- 嶋田正人（共同通信社福岡支社長）
- 酒匂純子（西日本新聞）
- 和栗百恵（福岡女子大学大学改革推進室准教授）
- 前田淳（西日本新聞）[注釈 10]
- 富田慎志（西日本新聞）[注釈 11]

#### 気象情報
- 益山美保（気象予報士・防災士） - 夕方版から特報ライブ変更後の2019年3月まで担当。

#### その他
- 新垣泉子（2014年6月9日 - 2019年3月29日（MCとして）、2019年4月 - 2021年3月（フィールドキャスターとして)、TNCアナウンサー） - 以前にも月曜日（一中入魂）や火曜日・金曜日の中継を担当していた。番組内の提供読みも務める。2014年6月6日で出口が出産準備のため降板したことから、翌6月9日から月-木のMCを担当。同期間中は日曜のももち浜DXストアも担当していた。夕方版終了と同時に朝版全曜日担当になった。2019年3月でももち浜ストアのMCを卒業し、特報ライブのフィールドキャスター及び「鉄矢がゆく!」担当に。2021年4月より育児休暇に伴い、番組を降板。

## 放送時間・内包番組
| 期間      | 期間      | 放送時間（JST）        | 内包番組                    | 備考 |
| 期間      | 期間      | 月 - 金曜日            | 内包番組                    | 備考 |
| --------- | --------- | ---------------------- | --------------------------- | ---- |
| 2018.4.2  | 2019.3.29 | 16:50 - 19:00（130分） | プライムニュース イブニング |      |
| 2019.4.1  | 2020.9.25 | 16:50 - 19:00（130分） | Live News it!               |      |
| 2020.9.28 | 2022.4.1  | 15:42 - 19:00（198分） | Live News イット!           |      |

2018年以降も『プライムニュース イブニング・第2部』→『Live News it!・第2部』のFNNパートのみを内包する形をとり、そのパート以外は福岡から放送した。ただし、以下に挙げるような有事の際は特別編成となり、各々の第1部を内包させて『FNNももち浜ストア 特報ライブ』として放送。
2020年9月28日、フジテレビの『Live News it!』が『Live News イット!』に改題するのに合わせて放送時間を大幅に拡大。それにあわせて当番組も放送開始時刻を68分繰り上げて15:42開始とする。それにあわせて『イット・第1部』（15:45 - 16:50）を内包させてネット、『第2部』（16:50 - 17:48）の原則非ネットと『第3部・FNNパート』（17:48 - 18:09）は継続させる。
2021年10月4日より、出演者の左側とニューステロップ（右上のニュースの横）などに「MOMOCHIHAMA STORE TOKUHOU Live」のロゴ（全色黄色）が新しく追加されている。（ローカルニュースのみ・オープニングなどに使うタイトルロゴ自体は従来通り）
2021年11月1日より、『第3部・まるっと!』（18:45 - 18:55）を内包させて追加ネットとなった。それ以外は従来通り継続となる。

### 重大ニュース・特番放送時の対応
年末年始や特別編成時は、EPG・番組表のみ『TNCニュース』表記で『FNNニュース』を放送。日曜朝やかつての日曜最終版同様の『TNC NEWS テレビ西日本』へのオープニングCG、テーマソング差し替えは行わず、ローカル枠にて福岡地区のニュースと天気予報を放送する。
- 2018年末から2019年始は2018年12月28日から2019年1月4日まで休止となった。このうち、2019年1月4日は『プライムニュース イブニング・第2部』[注釈 12] を単独番組扱いでネットし、18:14 - 18:30に同番組内包扱いでローカルニュース・天気予報を放送した。
- 2019年7月21日は「Live選挙サンデー」を差し替える形で参議院選挙福岡・山口開票特番を放送。ゲストは水曜レギュラーの樋渡啓祐氏が出演。
- 2020年5月4日、14日は安倍首相の会見のため、臨時の全国ニュース枠拡大に伴って、『イット!』の17:48 - 18:50をネット。18:50からは、ローカルニュースを放送した。
- 2020年8月28日は、安倍首相辞任表明関連ニュースのため『イット!』の15:50 - 18:14をネットし、本番組としては18:14からの短縮放送となった。
- 2021年2月12日は東京オリンピック・パラリンピック競技大会組織委員会の森喜朗の辞任を受け、辞任表明の会見のため、『イット!』の14:45 - 16:49.15をネット。
- 2021年9月29日は菅首相辞意及び総裁選挙不出馬に伴う自民党総裁選挙投開票結果による岸田文雄新総裁選出関連のニュースを伝えるため、『イット!』の14:45 - 16:49.15をネット。
- 2021年10月31日は「Live選挙サンデー」を差し替える形で衆議院選挙福岡・山口開票特番を放送。ゲストは衆議院解散時から選挙戦まで取材をした岸本貴博TNC記者、宮崎昌治TNC解説委員室室長が出演。

## 主なコーナー
TOPニュース
旧500ニュース→福岡10大ニュース。今日知っておきたいことをピックアップして伝える（500ニュース時代は6つ、福岡10大ニュース時代は10個）。なお、本番組内のニュースコーナーのナレーションはMCの山口以外のTNCアナウンサーがシフト勤務で担当する。エンタメ情報は、「エンタメキャッチ」廃止に伴い、2021年度よりTOPニュース（「キクペディア」を挟む）に内包されていたが、2021年7月頃よりニュースチャージ（5時台）に変更されている。
キクペディア
MCの山口が巨大ボードを使ってニュースのポイントや背景を解説する。
おかえり天気→クレヨン天気（5時台） / いってらっしゃい天気（6時台）
澤が担当。5時台は福岡タワー前もしくはTNC放送会館前からTNCの新お天気キャラクター「てんタマくん」（名前は公募で決定）と共に伝える。5時台は500ニュースの後とニュースチャージ（旧550ニュース）の前、6時台は614ニュース→609ニュースの後（18時30分頃）。それぞれ、通常の気象情報のほか「おかえり天気」（5時台500ニュース後）はその日の夜、「いってらっしゃい天気」（6時台614ニュース→609ニュース後）は翌日朝のそれぞれの天気や雨具の必要性、洗濯物、服装についても伝える。2019年4月に、てんタマくんのテーマソング「てんタマロックンロール」が出来、4月1日以降はこの曲のインストアレンジに乗せて伝えている。2020年3月30日より「クレヨン天気（澤が担当）」をTOPニュース（キクペディア含む）終了後から「夕刊 おの調べ」終了後に変更。2021年10月18日よりTOPニュース（キクペディア含む）終了後に戻っている。「クレヨン天気」は、澤が得意な手描きイラストを使い、明日の天気のポイントを分かりやすく解説する。
夕刊 おの調べ
旧特報リサーチ。福岡の現場で今何が起こっているのか、MCの小野が突撃取材する。2021年10月18日より「クレヨン天気」終了後に変更されている。
609ニュース
『FNNみんなのニュース 福岡』の後継。17:53から18:14は『プライムニュース イブニング・第2部』（2019年3月まで）→『イット!・FNN枠（第2部、2020年9月28日以降は17:48から18:09の第3部）』（2019年4月から）を内包する（改題なし）。夕方版ではMCとは別にニュースキャスターが設定されていたが（2017年10月からはMCの山口が兼任）、本コーナーではMCの二人が兼任する。その日の夜にTNCでホークス戦中継がある場合、前番組（夕方版）同様FNN枠終了後から中継に充てられるため、本番組はFNN枠接続前（2020年9月25日までは17:53、9月28日以降は17:48）で実質的に終了、18:09（2020年9月25日までは18:14）からはプロ野球中継を放送。2018年6月19日・29日は、当日夜にホークス戦中継が組まれてはいたものの、後述の理由で『プライムニュース イブニング・第2部』18:50 - 19:00枠を本番組内包扱いで臨時ネットした関係で、通常通り19:00まで本番組を放送した。当コーナーに関しては、5時台のニュースの時間を延長して同コーナーの代替とする。なお、緊急ニュース等で通常ネットしない第1部（2020年9月28日以降は第2部（16:50 - 17:48））を臨時ネットする場合、公式番組表及びEPG上は本番組にFNN冠が付き、『FNNももち浜ストア特報ライブ』となる場合がある。
福岡の最新ニュース
2021年11月1日より、2分間のCMを挟み18時11分開始となった。
トクホウ編集部
2021年度よりスタートした新コーナー。毎週金曜日はシリーズ企画『つながるここから』として放送している。
ももスポ
夕方版とコーナー内容は同一。
655ニュース→ニュース5分チャージ→ニュースチャージ→ニュースもう1本
旧550ニュース及び655ニュース。5時台は山口が担当。6時台は山口・小野が担当。今日知っておきたい全国ニュース（5時台）と福岡のニュース（6時台）を5分に凝縮。5時台のイット!（第3部）接続前と6時台の番組終了前に設定。2020年度より、6時台は「今日1日がわかる ニュースチャージ」となっている。2021年度7月頃よりTOPニュース（5時台）に入っていたエンタメ情報が、5時台に変更されている。2021年11月1日より、6時台のイット!（第3部・まるっと）を10分間放送するに伴い、6時台の「ニュースチャージ」は18時55分からの放送となった。2022年1月4日より、6時台の「ニュースチャージ」は「ニュースもう1本」へ変更となった。
前番組では日によって終了時刻が異なっていたが、本番組では全曜日19時終了で、そのままステブレレスで次の番組へ接続している。
ただし、2018年6月11日 - 7月13日は、18:50から『プライムニュース イブニング』側でのサッカー・FIFAワールドカップロシア2018関連コーナーをネットする関係で、ローカルパートは18:50までに短縮。このため、「655ニュース」はコーナー休止となり「ももスポ」終了後にローカルパートのエンディングを放送し終了、そのままステブレレスで『プライムニュース イブニング』のワールドカップ関連コーナーに切り替わった。また、2018年9月7日は18:40からサッカー日本代表戦の中継が組まれていた関係で18:40までの短縮放送となる予定だったが、前日に発生した北海道胆振東部地震の影響で試合が開催中止となったため、通常通りの放送となった。ただ、ローカルパートは当初予定通り18:40までとなり、その後は再びフジテレビ発の『プライムニュース イブニング・第2部』に飛び乗った。2021年度よりももスポ終了後に変更となった。
2020年東京オリンピック期間中の2021年7月27日 - 8月6日は『イット!』側でハイライトコーナーの「リンナビ!」放送のためローカルパートを18:45までに短縮。ローカルパートのエンディング後、ステブレレスで「リンナビ!」に接続する。2022年2月の2022年北京オリンピック期間中の2022年2月7日 - 2月18日でも同様に「リンナビ!」放送（「まるっと」休止）のため一時的に飛び乗るが、東京オリンピックの時とは異なりFNN枠（18:45 - 18:55）後に飛び降り、CMを挟んだ後本番組に復帰する。

## 週末の扱い
週末（土・日）は『FNN Live News イット!』の中にローカルニュースを内包する。年末年始は、『FNNニュース』をEPG・番組表上では『TNCニュース』と表記変更し（テーマ曲・CG差し替え無し）、ローカルニュースを内包する。

## 過去のコーナー
550ニュース
全国ニュース前に、県内のニュースを数項目伝える。そのままステブレレスで『プライムニュース イブニング・第2部』へ接続。2019年4月でニュース5分チャージに統合。
全力取材!はて?ナビ総研
視聴者が感じているニュースの「はてな?」を「なるほど」にナビゲートする。
エンタメキャッチ
旧ShowBiz情報局。文化・芸能・スポーツ情報等を伝える。2021年度よりTOPニュース（「キクペディア」を挟む）→ニュースチャージ（5時台）に内包された。
鉄矢がゆく!
これも夕方版から残留で不定期放送。金曜コメンテーターの武田と元金曜MCの吉竹→新垣が担当。内容は夕方版時代と同じ。このコーナー放送時は全力取材!はて?ナビ総研は休止。2021年度より一旦終了となった。
BACK TO THE FUKUOKA
コーナー終了かつエンディング後、ステブレレスで次の番組へ接続する。2020年9月28日から2021年10月1日まで放送されていた。